# ウンゴリアント
ウンゴリアント（Ungoliant）は、J・R・R・トールキンの中つ国を舞台とした小説『指輪物語』に言及され『シルマリルの物語』に登場する、蜘蛛の形をした怪物であり悪霊。指輪物語に登場する同じく蜘蛛の怪物であるシェロブの祖とされる（通常の生物である蜘蛛とは異なる存在）。ウンゴリアント自体はアイヌアの一人である可能性があるが、それ以外の謎の存在（中つ国世界に神話の時代またはそれ以前から存在するとされる、数多の「名前も持たぬ者たち」）と、この怪物蜘蛛の関係性は不明である。アルダを取り巻く暗闇からやって来た存在で、メルコール（モルゴス）が自らの用に立てるため堕落させたが、ウンゴリアントは己の食欲のみに忠実であったため終いには仲違いし、二本の木の時代には中つ国の西方、ヴァラールの住むアマンの地のペローリ山脈第二の高峰ヒアルメンティアの暗い谷に巣を張り、周囲の光を喰らって暮らしていた。
やがて、ヴァリノールから逃走してきたメルコールが自分の計略のためウンゴリアントに協力を求めるが、ウンゴリアントはヴァラールに歯向かうことを恐れてそれを渋り、業を煮やしたメルコールが望むもの全てを与えると約束することでようやく仲間に引き入れた。二神はヴァリノールが祝祭に浮かれている隙をついて二本の木を襲撃し、メルコールが槍で突き立てた傷口からウンゴリアントが樹液を啜って毒を注入することで二本の木は枯れる。その後に二人はノルドールの上級王フィンウェの砦を襲って彼を殺し、ノルドールの数々の宝石とフィンウェの息子フェアノールが造った三つのシルマリルを奪って逃走した。このとき、ウンゴリアントは闇を紡いで二人の逃走を助けたが、二本の木の樹液で肥え太った彼女にメルコールは恐れを抱き始めていた。ヘルカラクセを渡って中つ国まで逃れたところで、ウンゴリアントはノルドールの宝石を要求し、彼女は宝石を喰らってますます肥え太った。だがシルマリルに魅了されたメルコールはこれだけはどうしても渡そうとせず、怒り狂ったウンゴリアントは闇の糸でからめてメルコールを殺そうとするが、メルコールが発した大絶叫を聞きつけてアングバンドからバルログたちが飛来し、それらの操る獄炎にたまらず闇を紡いで遁走し、かの地から追い払われて逃亡する。
その後ウンゴリアントは、一時期エレド・ゴルゴロスに棲みついてかの地の土着の蜘蛛を多く食い散らし、多くの子孫を残して一帯を恐怖で満たしたが、やがて忘れられた南の地に姿を消したとされる（一説によると飢えの極みに自分自身を喰ってしまったといわれている）。